# Derby (ort i Australien, Tasmanien)
För andra betydelser, se Derby (olika betydelser).
Derby är en ort i Australien. Den ligger i kommunen Dorset och delstaten Tasmanien, i den sydöstra delen av landet, omkring 200 kilometer norr om delstatshuvudstaden Hobart. Antalet invånare är 302.
Runt Derby är det mycket glesbefolkat, med 2 invånare per kvadratkilometer.. Närmaste större samhälle är Ringarooma, omkring 12 kilometer sydväst om Derby. 
I omgivningarna runt Derby växer i huvudsak städsegrön lövskog. Genomsnittlig årsnederbörd är 987 millimeter. Den regnigaste månaden är augusti, med i genomsnitt 119 mm nederbörd, och den torraste är januari, med 36 mm nederbörd.